# خوزه ماریا کایخا
خوزه ماریا کایخا (انگلیسی: José María Calleja؛ ‏ ۱۶ مهٔ ۱۹۵۵ – ۲۱ آوریل ۲۰۲۰) فعال سیاسی، روزنامه‌نگار، مجری تلویزیون، و نویسنده اهل اسپانیا بود. وی در اثر ابتلا به کووید ۱۹ در جریان دنیاگیری کووید-۱۹ در اسپانیا درگذشت. او از زندانیان سیاسی در دوران دیکتاتوری فرانسیسکو فرانکو بود.
از فیلم‌هایی که وی در آن‌ها نقش داشته است، می‌توان به  ۲۰ سانتی‌متر اشاره نمود.